# Sertularia maccallumi
Sertularia maccallumi is een hydroïdpoliep uit de familie Sertulariidae. De poliep komt uit het geslacht Sertularia. Sertularia maccallumi werd in 1907 voor het eerst wetenschappelijk beschreven door Bartlett. 